# رشته‌کوه اگریسی
رشته‌کوه اگریسی (به لاتین: Egrisi Range) یک رشته‌کوه در گرجستان است. رشته‌کوه اگریسی ۳٬۲۲۶ متر بالاتر از سطح دریا واقع شده‌است.